# Parastasia ochracea
Parastasia ochracea är en skalbaggsart som beskrevs av Waterhouse 1875. Parastasia ochracea ingår i släktet Parastasia och familjen Rutelidae. Inga underarter finns listade i Catalogue of Life.